# Kurt Lockwood

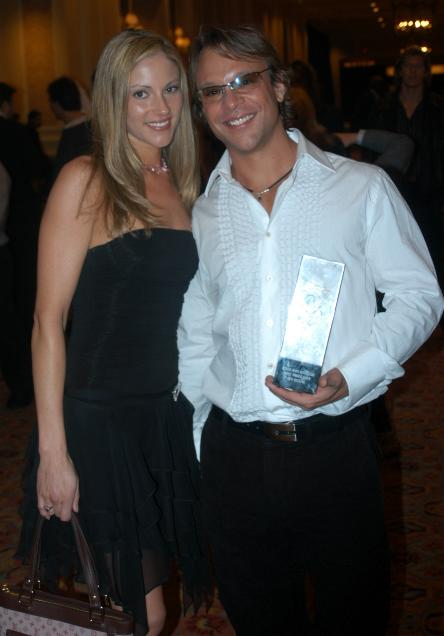
Samantha Ryan und Kurt Lockwood, 2005

 Kurt Lockwood (* 4. Juni 1970 in Baltimore, Maryland, USA) ist ein US-amerikanischer Schauspieler, Musiker und Pornodarsteller.
Lockwood ist ein vielseitiger Künstler mit einem Schwerpunkt auf Schauspiel und Musik. Nach seinem 1992 an der University of Maryland, College Park erhaltenen BA-Abschluss in Theaterwissenschaften zog er mit seiner Band nach San Francisco. Ein Jahr später zog er nach Los Angeles, wo er seitdem lebt.
Unter seinem bürgerlichen Namen fungierte der Künstler als Gastgeber auf MTV und spielte ein Bandenmitglied in America’s Most Wanted. Daneben übernahm er in der Serie auch andere Rollen wie Punk, Poolboy, Surfer, Hip-Hopper oder Yuppie. In dieser Zeit spielte er auch eine kleine Rolle in Steve Martins Film Lifesavers – Die Lebensretter. Damit wurde er zwar Mitglied der Screen Actors Guild, aber Ruhm und Geld erreichte er auf diesem Weg nicht.
Lockwood wandte sich der Musik zu, mit der Punkrockband SexyChrist schien der Erfolg näher zu kommen, aber die Änderung des musikalischen Trends hin zu Rap und Hip-Hop verhinderte, dass die Gruppe einen Plattenvertrag bekam. Im Jahr 1999 tourte Lockwood als Gitarrist in der Band von Dee Dee Ramone, die gegründet wurde, als sich die Ramones auflösten.
Nach ein paar Gonzo-Szenen für Luc Wylder und Alexandra Silk von Fallen Angels Productions in jenem Jahr widmete sich Lockwood in den darauffolgenden Jahren wieder der Musik. Außerdem schrieb er in dieser Zeit ein Stück über das Leben seines Idols Kurt Cobain.
2002 bekam Kurt Lockwood von Hustler-Regisseur Chris Woodrum die Hauptrolle einer eigenen Onlineserie von Larry Flynt Digital (www.trailertrash.com, mittlerweile eingestellt) angeboten. In seiner Rolle als „Johnny Coxville“, einer Parodie auf den Jackass-Star Johnny Knoxville, spielte er in über 60 Filmen. Nach diesem Einstieg in die Pornobranche wurde er schnell zu einem erfolgreichen Pornodarsteller. Seit 2002 hat Lockwood in über 1400 Szenen mit verschiedenen weiblichen Pornosternchen gespielt; sowohl in über das Internet als auch auf Video oder DVD erhältlichen Filmen. Außerdem trat Lockwood 2005 in sechs Episoden der Fernsehserie Family Business auf, und posierte für Penthouse und Hustler.
2005 bekam Lockwood von Sex-Z Pictures das Angebot, seinen ersten Film in Spielfilmlänge zu drehen. Der Film The Decline of Western Civilization, Part 69, The Porno Years ist eine Hommage an einen von Penelope Spheeris’ klassischen Rock/Metal-Dokumentarfilmen, The Decline of Western Civilization II. In diesem Film ist Lockwoods Begeisterung für Musik deutlich erkennbar, er spielt den Gitarristen und Sänger seiner ursprünglichen Band, der Porn City Punx.
Neben seiner Arbeit als Schauspieler führte Lockwood für Bo Kenney und Sex-Z Pictures auch Regie, bei Titeln wie LA Vice (einer Porno-Version von Miami Vice), außerdem bei Thumbsuckers 2, Teen Cock Rockers und The real Boogie Nights, einer Parodie auf Boogie Nights. In diesem Film spielt Lockwood die Rolle von Dick Diggler.

## Auszeichnungen
- 2004: AVN Award: „Best Couples Scene – Film“ in Compulsion zusammen mit Ashley Long
- 2004: Adam Film World Guide Award: „Best Actor“ in Compulsion
- 2005: AVN Award: „Best Threeway Sex Scene – Video“ in „Stories: Lovers & Cheaters“ (zusammen mit Dani Woodward und Barrett Blade)
- 2007: AVN Award: „Best Supporting Actor-Film“ in „To Die For“